# Teatro Lincoln
El Teatro Lincoln (en inglés: Lincoln Theatre) en Lincoln Road en el barrio de South Beach de Miami Beach, en Florida, Estados Unidos, era una sala de cine y más tarde una sala de conciertos. Fue diseñado en estilo art deco por el conocido diseñador de cine y teatro Thomas W. Lamb y abrió sus puertas en 1936. Funcionó como una sala de cine hasta la década de 1980, luego se quedó vacante durante varios años, para más tarde ser utilizado para las actuaciones de la New World Symphony (Sinfónica del Nuevo Mundo), que lo compró en 1990. La sinfónica llevó a cabo una renovación de varios millones de dólares.